# Seznam medailistek na mistrovství Evropy v rychlobruslení – jednotlivé tratě
Mistrovství Evropy v rychlobruslení vzniklo v roce 1893, ženy se jej účastní od roku 1970. Až do roku 2016 se závodilo pouze ve víceboji, od roku 2017 se typ šampionátu střídá: v lichých letech se závodí ve víceboji, v sudých letech, počínaje rokem 2018, na jednotlivých tratích. Ženy startují v závodech na 500 m, 1000 m, 1500 m, 3000 m, v závodě s hromadným startem, v týmovém sprintu a ve stíhacím závodě družstev.

## Medailistky

### 500 m
| Rok  | Místo      | Zlato             | Stříbro             | Bronz               |
| ---- | ---------- | ----------------- | ------------------- | ------------------- |
| 2018 | Kolomna    | Vanessa Herzogová | Angelina Golikovová | Karolína Erbanová   |
| 2020 | Heerenveen | Olga Fatkulinová  | Vanessa Herzogová   | Angelina Golikovová |
| 2022 | Heerenveen | Femke Koková      | Angelina Golikovová | Darja Kačanovová    |

### 1000 m
| Rok  | Místo      | Zlato                | Stříbro           | Bronz                |
| ---- | ---------- | -------------------- | ----------------- | -------------------- |
| 2018 | Kolomna    | Jekatěrina Šichovová | Vanessa Herzogová | Marrit Leenstraová   |
| 2020 | Heerenveen | Jutta Leerdamová     | Darja Kačanovová  | Jekatěrina Šichovová |
| 2022 | Heerenveen | Jutta Leerdamová     | Femke Koková      | Darja Kačanovová     |

### 1500 m
| Rok  | Místo      | Zlato                 | Stříbro               | Bronz                    |
| ---- | ---------- | --------------------- | --------------------- | ------------------------ |
| 2018 | Kolomna    | Lotte van Beeková     | Jekatěrina Šichovová  | Marrit Leenstraová       |
| 2020 | Heerenveen | Ireen Wüstová         | Jevgenija Lalenkovová | Jekatěrina Šichovová     |
| 2022 | Heerenveen | Antoinette de Jongová | Ireen Wüstová         | Francesca Lollobrigidová |

### 3000 m
| Rok  | Místo      | Zlato             | Stříbro                | Bronz                    |
| ---- | ---------- | ----------------- | ---------------------- | ------------------------ |
| 2018 | Kolomna    | Esmee Visserová   | Carlijn Achtereekteová | Natalja Voroninová       |
| 2020 | Heerenveen | Esmee Visserová   | Natalja Voroninová     | Francesca Lollobrigidová |
| 2022 | Heerenveen | Irene Schoutenová | Antoinette de Jongová  | Francesca Lollobrigidová |

### Závod s hromadným startem
| Rok  | Místo      | Zlato                    | Stříbro                  | Bronz                 |
| ---- | ---------- | ------------------------ | ------------------------ | --------------------- |
| 2018 | Kolomna    | Francesca Lollobrigidová | Francesca Bettroneová    | Vanessa Herzogová     |
| 2020 | Heerenveen | Irene Schoutenová        | Francesca Lollobrigidová | Melissa Wijfjeová     |
| 2022 | Heerenveen | Irene Schoutenová        | Marijke Groenewoudová    | Jelizaveta Golubevová |

### Týmový sprint
| Rok  | Místo      | Zlato                                                              | Stříbro                                                                 | Bronz                                                                    |
| ---- | ---------- | ------------------------------------------------------------------ | ----------------------------------------------------------------------- | ------------------------------------------------------------------------ |
| 2018 | Kolomna    | Rusko Angelina Golikovová, Olga Fatkulinová, Jelizaveta Kazelinová | Nizozemsko Mayon Kuipersová, Sanneke de Neelingová, Letitia de Jongová  | Norsko Martine Ripsrudová, Anne Gulbrandsenová, Sofie Karoline Haugenová |
| 2020 | Heerenveen | Rusko Angelina Golikovová, Olga Fatkulinová, Darja Kačanovová      | Nizozemsko Femke Koková, Letitia de Jongová, Ireen Wüstová              | Polsko Natalia Czerwonková, Kaja Ziomeková, Andżelika Wójciková          |
| 2022 | Heerenveen | Polsko Andżelika Wójciková, Kaja Ziomeková, Karolina Bosieková     | Bělorusko Jevgenija Vorobjovová, Anna Nifontovová, Jekatěrina Slojevová | Norsko Julie Nistad Samsonsenová, Martine Ripsrudová, Ane By Farstadová  |

### Stíhací závod družstev
| Rok  | Místo      | Zlato                                                               | Stříbro                                                                     | Bronz                                                                   |
| ---- | ---------- | ------------------------------------------------------------------- | --------------------------------------------------------------------------- | ----------------------------------------------------------------------- |
| 2018 | Kolomna    | Nizozemsko Marrit Leenstraová, Lotte van Beeková, Melissa Wijfjeová | Rusko Olga Grafová, Jekatěrina Šichovová, Natalja Voroninová                | Německo Roxanne Dufterová, Gabriele Hirschbichlerová, Michelle Uhrigová |
| 2020 | Heerenveen | Nizozemsko Ireen Wüstová, Antoinette de Jongová, Melissa Wijfjeová  | Rusko Jevgenija Lalenkovová, Natalja Voroninová, Jelizaveta Kazelinová      | Bělorusko Marina Zujevová, Jevgenija Vorobjovová, Taťjana Michajlovová  |
| 2022 | Heerenveen | Nizozemsko Ireen Wüstová, Antoinette de Jongová, Irene Schoutenová  | Norsko Marit Fjellanger Bøhmová, Ragne Wiklundová, Sofie Karoline Haugenová | Rusko Jelizaveta Golubevová, Natalja Voroninová, Jevgenija Lalenkovová  |

## Medailové pořadí závodnic
Aktualizováno po ME 2022.
V tabulce jsou uvedeny pouze závodnice, které získaly nejméně dvě zlaté medaile.
| Pořadí | Jméno                 | Zlato | Stříbro | Bronz | Celkem |
| ------ | --------------------- | ----- | ------- | ----- | ------ |
| 1.     | Irene Schoutenová     | 4     | 0       | 0     | 4      |
| 2.     | Ireen Wüstová         | 3     | 2       | 0     | 5      |
| 3.     | Antoinette de Jongová | 3     | 1       | 0     | 4      |
| 4.     | Olga Fatkulinová      | 3     | 0       | 0     | 3      |
| 5.     | Angelina Golikovová   | 2     | 2       | 1     | 5      |
| 6.     | Melissa Wijfjeová     | 2     | 0       | 1     | 3      |
| 7.     | Lotte van Beeková     | 2     | 0       | 0     | 2      |
| 7.     | Jutta Leerdamová      | 2     | 0       | 0     | 2      |
| 7.     | Esmee Visserová       | 2     | 0       | 0     | 2      |

## Medailové pořadí zemí
Aktualizováno po ME 2022.
| Pořadí | Země       | Zlato | Stříbro | Bronz | Celkem |
| ------ | ---------- | ----- | ------- | ----- | ------ |
| 1.     | Nizozemsko | 14    | 7       | 3     | 24     |
| 2.     | Rusko      | 4     | 8       | 8     | 20     |
| 3.     | Itálie     | 1     | 2       | 3     | 6      |
| 4.     | Rakousko   | 1     | 2       | 1     | 4      |
| 5.     | Polsko     | 1     | 0       | 1     | 2      |
| 6.     | Norsko     | 0     | 1       | 2     | 3      |
| 7.     | Bělorusko  | 0     | 1       | 1     | 2      |
| 8.     | Česko      | 0     | 0       | 1     | 1      |
| 8.     | Německo    | 0     | 0       | 1     | 1      |